# Portada/article juliol 2

## Catedral de Jaén
La catedral de Jaén, seu de la diòcesi de Jaén, és una catedral que està situada a la plaça de Santa Maria de la ciutat de Jaén. Es tracta d'una construcció d'estil renaixentista concebuda, en la forma que hom la pot veure avui en dia, el segle XVI amb l'objectiu de substituir un temple gòtic anterior, i conclosa el 1691, tot i que s'hi feren afegits durant el segle xviii. La seva façana principal, del segle xvii, és una de les principals obres del barroc espanyol, i el seu cor neoclàssic és un dels més grans d'Espanya.
És secularment un lloc de pelegrinatge i custòdia de la relíquia del Sant Rostre o La Verònica, com hom la coneix popularment, que està allotjada a la capella major i s'exposa al públic tots els divendres de l'any. Està dedicada a l'Assumpció de Maria des de la consagració, l'any 1246, de l'antiga Mesquita Mayor de la ciutat musulmana després de la seva conquesta per part de Ferran III de Castella.